# Akio Nagai
Akio Nagai Shihan (japanisch 長井 昭夫 Nagai Akio; * 19. Februar 1942 in der Präfektur Yamaguchi) ist ein in Deutschland lebender japanischer Shōtōkan-Karatemeister und Träger des 9. Dan.

## Leben
Akio Nagai ist Erstgeborener einer früheren Samurai-Familie.
1957 begann Akio Nagai mit dem Karatetraining und trat 1960 der Takushoku-Universität in Tokio bei.
In den darauf folgenden Jahren wurde er dann gemeinsam mit anderen Größen, wie Hirokazu Kanazawa, Hideo Ochi und Masao Kawasoe zum Karateinstruktor ausgebildet.

## Werdegang in Deutschland
Seit 1965 verbreitet Nagai in Deutschland traditionelles Shotokan Karate.
Er ist Gründungsmitglied der S.K.I.F (Shotokan Karate-do International Federation) und baut seit 1975 kontinuierlich den S.K.I.D. (Shotokan Karate International Deutschland) auf.